# Noël Gubbels
Noël Gubbels, geboren als Peter Hendrik Gubbels (Boorsem, 28 augustus 1874 - Yichang, 18 november 1950) was een Belgisch missionaris in China. Hij was een van de leidende figuren van de franciscaanse missie in China en was van 1946 tot aan zijn dood bisschop van het bisdom Yichang. Hij publiceerde eveneens enige religieuze werken.

## Levensloop
Hij was de zoon van een timmerman uit het Boorsemse gehucht Kotem vlak bij de Maas. Gubbels trad binnen bij de orde van de minderbroeders in 1891 in het West-Vlaamse Tielt en nam de religieuze voornaam Noël aan. Zes jaar later, in 1897, werd hij te Leuven tot priester gewijd. Vervolgens ging hij studeren aan de Katholieke Universiteit Leuven waar hij in 1899 het kandidaatsdiploma in de Letteren en Wijsbegeerte behaalde. Tot 1903 was hij onderwijzer aan retoricaleerlingen.
Dat jaar vertrok Gubbels als missionaris naar het Chinese Yichang. In 1913 werd hij er overste van de missie en bleef er tot in 1921 toen hij naar Rome geroepen werd. Hij werd er benoemd tot secretaris-generaal van de franciscaanse missies. Daarnaast was hij in 1925 organisator van de franciscaanse afdeling op de Vaticaanse missietentoonstelling en na de tentoonstelling kreeg Gubbels van Paus Pius XI - die hem zeer genegen was omdat ze dezelfde missiepolitiek deelden - eveneens de opdracht om het Etnologisch Museum van de Lateranen in te richten.
Op 27 maart 1930 werd Gubbels benoemd tot apostolisch vicaris te Yichang en op 11 mei werd hij te Rome tot bisschop gewijd door kardinaal Willem Marinus van Rossum. Hij volgde in Yichang Johannes Trudo Jans op, die de marteldood was gestorven. Het enorm uitgestrekte vicariaat werd door Gubbels verdeeld in districten (Yichang, Shashi, dat in 1936 een apostolische prefectuur werd en Shihnan, dat in 1938 een apostolisch vicariaat werd).
Tijdens de Tweede Wereldoorlog werd hij in 1943 gedeporteerd naar Shanghai en hij kon pas eind 1945 terugkeren. Toen het apostolisch vicariaat in 1946 werd verheven tot het bisdom Yichang werd Gubbels er de eerste bisschop. De Sint-Franciscuskerk, die Gubbels in 1933-1934 had laten bouwen, werd verheven tot kathedraal.
In 1947 was hij in Rome om de zaligverklaring van Theotimus Jozef Verhaeghen en andere personen uit zijn bisdom, die de marteldood gestorven waren, te promoten. Bij zijn terugkeer kreeg hij te maken met de Chinese burgeroorlog waarbij het communisme zegevierde. Hij werd gedoogd door de communisten en bleef het bisschopsambt beoefenen tot aan zijn dood in 1950 op 76-jarige leeftijd. Sinds 1942 was hij eveneens apostolisch administrator van het apostolisch vicariaat Shihnan dat in 1946 verheven werd tot het bisdom Enshi.

## Publicaties
- Leven en marteldood van Mgr. Verhaeghen, minderbroeder, 1906
- Notes pratiques sur la langue mandarine parlée, 1911
- Statuta pro missionibus ordinis Fratrum Minorum, 1924
- La donation totale. Retraite prêchée aux Franciscaines missionnaires de Marie, 1931
- Trois siècles d'apostolat. Histoire du catholicisme au Hukwang depuis les origines 1587 jusqu'à 1870, 1934
- Praxis missionalis, 1935